# 世羅りさ
世羅 りさ（せら りさ、1991年11月19日 - ）は、日本の女優、プロレスラー。広島県世羅郡世羅町出身。女優としては三木プロダクション。父は世羅町長の奥田正和。元夫はプロレスラーのオルカ宇藤。プロミネンスのメンバー。

## 人物
- 新人デビュープロジェクト終了後、最初にプロレス継続に手を上げた[4]。
- リングネームに地元を冠した理由は「父とは関係なく、地元への思いを形にしただけ」と強調[5]。
- 2015年5月まではニコニコ動画のアイスリボン公式chにて週一回配信されているニコ生でMCを務めており、チケット販売の為に大日本プロレスなど他団体の売店に顔を見せる事もある。
- 2014年8月の「Teens&Jr.」にてタッグを組んだ彩羽匠とは同じ剣道経験者（世羅は3段）と言うこともあって意気投合し、タッグを継続してスターダムにも定期参戦しており、スターダム所属選手による写真集「MODEL MODE」にも参加していたが、翌年2月のスターダム後楽園で発生した「世IV虎事件」の影響でアイスがスターダムとの関係を断絶した為[要出典]、3月以降参戦を中止している。
- 藤本つかさからは「スターになれる」と素質を高く評価されているが、女優との兼業でもあり、突き抜けられない状態が続いていた。2016年にシングル王座を戴冠して以降は、名実ともに団体の看板選手の一人である。
- 「蛍光灯デスマッチがやりたい」という主張を会社に却下された結果、「人毛デスマッチ」や「春夏秋冬デスマッチ」を考案し実行するなど、突飛な行動に出ることが多い。
- その後、本格的なデスマッチを行うことも会社に公認されたようで、自主興行では蛍光灯や画鋲、有刺鉄線ボード等を用いたデスマッチで大流血することもある。メインアイテムは、有刺鉄線が巻かれた竹刀と、水色に塗られたラダー。更にはペットボトルのキャップを新たな凶器として実戦投入している。
- イベント等でライトセーバーを凶器として持参することもあるが、しばしばフォースが暴走し、敵味方の区別なく斬り付ける事態を招いている。ヨーダに酷似した「与田」として登場することもある。
- 「自他ともに認めるロリコン」であり、アイスリボンのティーンズレスラーたちをこよなく愛する。
- 不定期でカード編成を決める事もあるが、自身の周りを年下の選手だけにするという、立場を悪用した試合を組む事も。一方で松本都へは、「人毛デスマッチのルーレットに入れる」「敗者携帯破壊デスマッチに組み入れる」など、藤本つかさと同様の「イヤガラセ」も行う。
- 2015年「ミス東スポ2016」予選1位通過ながらも会社都合により辞退している[6][7]。

## 経歴
如水館高校卒業後に上京して専門学校の声優タレント学科に進学。

### 2012年
- 元女子プロレスラーMARU率いる水色革命に入団。「隣のおばちゃん」で初舞台。水色革命にはスターダムにて翔月なつみのリングネームで活動する床田菜摘も参加している。
- アイスリボンの新人デビュープロジェクトに参加し、10月20日の道場マッチにて藤本つかさとエキシビション[8]。
- 11月10日、リングネームを出身地から世羅りさとし、星ハム子戦でデビューするが、逆エビ固めにギブアップ[9]。
- 11月14日、志田光と組み初のタッグマッチとして藤本&堀田祥子組と対戦し、堀田からのスクールボーイでフォールを奪い初勝利[10]。
- 11月17日、堀田と初の同期シングル、しかしギブアップ[11]。
- 11月24日、初の他団体選手として勝愛実（JWP）と対戦、キャリアの差を見せ付けられ敗戦[12]。
- 12月31日、自身初となる後楽園ホール大会の第1試合で新人5名のデビュー戦となる6人タッグイリミネーションに唯一デビュー済として出場[13]。

### 2013年
- 1月3日、欠場者多数のため「サバイバルリボン」として行われた道場マッチに3試合出場。山口ルツコに勝利した後、志田光と引き分け、最後は6人タッグで内藤メアリからフォールし、初めて先輩からのフォールとなった[14]。
- 1月5日、新春横浜プロレスフェスタ（横浜赤レンガ倉庫）の「ニューイヤー ヤングニュージェネレーションバトル for ネクストフューチャーチャレンジGP 6人タッグマッチ」に新田猫子とともにアイスリボン代表として出場[15]。試合後DDTプロレスリング代表として出場した福田洋とのシングルマッチを要求。
- 紆余曲折を経て、2月11日の横浜リボン（ラジアントホール）でミックスタッグとして対戦することになった。世羅のパートナーは（当日夜開催の）大日本の代表として前出の6人タッグに出場した神谷英慶、福田のパートナーは世羅と同期かつ同い年のライディーン鋼（JWP）。試合は福田をエアーズ・ロックを喰らわせピンフォール[16]。
- 一方で団体初となるリーグ戦「ICEx60王座決定リーグ戦」にも新人で唯一エントリーしたが、勝点を奪えず敗退。
- 2月17日、大阪でJWP初参戦。6人タッグとして救世忍者乱丸&アップルみゆきと組み、阿部幸江&KAZUKI&ライディーン鋼組と対戦するが、KAZUKIのダイビングニードロップに屈する[17]。
- 3月24日、666主催「ヤングプロレスわっしょい! Vol.18」にて第2代ヤングリボン認定ミクスドタッグ選手権者決定戦として同郷である宮本裕向と組み、山田太郎&つくし組と対戦、宮本がファイヤーサンダーを山田に叩き込んだ後、世羅の体固めで勝利、初タイトル獲得となった[18]。
- 3月27日、プロレスリングWAVE初参戦。藤本つかさと組み、春日萌花&下野佐和子組と対戦も下野に敗れる。
- 3月29日、ヘイリー・ヘイトレッドと組み、藤本つかさ&勝愛実組と対戦し、勝からフォール。試合後、勝が持つJWPジュニア二冠への挑戦を要求。
- 4月14日、JWP後楽園大会でJWPジュニア二冠に挑戦するが、敗れる。
- 4月29日、スターダム両国国技館大会に参戦。第1試合「スターダムvsアイスリボン対抗戦」として山口ルツコと組み、横尾由衣&吉乃すみれ組と対戦するが、山口が横尾にフォールされ[19]、世羅自身も肋骨を骨折してしまい欠場に入る。
- 5月25日、横浜大会で復帰し、ライディーン鋼との同期タッグ「チームレボリューション21」でヘイリー・ヘイトレッド&シュー・ヤンと対戦するが、ヘイリーのストレッチプラムに屈する[20]。当初は両国のリマッチを予定していたが、横尾由衣の負傷のため延期となり代わりにこのカードが組まれた。
- 6月より始まるJWPジュニア二冠次期挑戦者決定リーグ戦にエントリーし、その初戦でライディーン鋼と初シングルを戦い、エアーズロックで勝利[21]。
- 7月14日、新宿FACE大会で延期になっていたアイス vs スターダム対抗戦だったが、横尾に続き吉乃すみれも欠場に入ったため、急遽高橋奈苗&須佐えりの先輩タッグに変更。健闘するも山口が奈苗の冷蔵庫爆弾に屈する。
- 8月24日、REINA東部フレンドホール大会で行われるREINA世界タッグ王座決定トーナメントにケーシー・オーウェンズと組んでエントリーするが、セウシス&バケリータのCMLLタッグと対戦してセウシス変形パイルドライバーに屈して敗退[22]。
- 9月7日、つくしプロデュース大会でWNCの新人小林香萌とシングル、新技の「ゆりかもめ」で勝利[23]。
- 9月8日、松本市総合体育館における信州プロレス「無茶フェス in 松本」で行われた信州ガールズプロレスリング旗揚げ戦で矢部彩女とエキシビション、続けて矢部のデビュー戦を行いスイング式バッグフリップで勝利[24]。
- 11月17日、初参戦のWRESTLE-1・藤岡市民ホール大会にて藤本つかさとシングルも三角飛び延髄斬りで敗れる[25]。
- 12月22日、WAVEナスキーホール・梅田大会でOSAKA女子プロレスの新人山下りなと組み、志田光、WAVEの新人卜部夏紀（現：夏すみれ）と対戦、山下が腕ひしぎ十字固めで卜部からギブアップを奪い勝利[26]。

### 2014年
- 1月4日横浜ラジアントホール大会にて、成宮真希とのタッグを結成。後にユニット名を「.STAP」と決定。
- 1月5日、ZERO1・越谷レイクタウン大会でアジャコングと初シングル。敗れはしたが、試合後に「また相手してやるからそれまで頑張れ」とエールを送られた。
- 2月2日、WAVEの若手中心ブランド「YOUNG OH! OH! 9」にて志田光と組み、桜花由美&夏すみれと対戦、ダイビング・ダブル・ニードロップで勝利[27]。
- 3月9日、アイスリボン名古屋露橋スポーツセンター大会で夏すみれと初シングル、エアーズロックで勝利[28]。この試合を観ていた大日本のグレート小鹿会長（夜同会場でのFREEDOMSに帯同）より「リングに佇む雰囲気がスターのもの」との評価を受けた[29]。
- 3月18日、この日より6月のアイス広島大会のPRも兼ねて大日本の西日本遠征に帯同（3月22日高松まで）。広島産業会館大会で凱旋試合となるアイス提供試合として藤本つかさとシングルを行い、ダイビングローリングネックブリーカーに沈むも、この日ニコ生で実況していた大日本の登坂栄児社長から高評価を受ける[30]。
- 3月21日昼、大日本・博多スターレーン大会にて、藤本つかさと組んでのWAVE（桜花由美&夏すみれ）との対抗戦に勝利[31]。
- 3月30日の後楽園ホールで行われるアイスリボンマーチ・2014のメインで、8度の防衛を果たし退団する志田光が返上し空位になったインターナショナル・リボンタッグ王座決定戦として、.STAPでつくし&くるみと対戦。試合は成宮真希がつくしから勝利し初戴冠となった。
- 6月15日、広島産業会館にて自身の凱旋興行となる「広島リボン」開催、メインで藤本つかさの持つICE×∞王座に初挑戦も、藤本のビーナスシュートに沈み初の凱旋興行を勝利で飾れず。興行の最後に8月10日「せらリボン」を出身地である世羅町での開催を発表。
- 6月25日、レッスル武闘館で行われたJWP主催「青春・無限大パワー!!」にてメインで大畠美咲と組み、勝愛実・ラビット美兎組と対戦、エアーズロックで引退を控えた勝から勝利[32]。
- 8月10日、せらにしタウンセンター（広島県世羅町）にて地元興行「せらリボン」開催。メインに「.STAP」で出場、星ハム子・つくし組を相手にインターナショナルリボンタッグの防衛戦を行い、世羅のダイビングダブルニーで勝利し防衛。また、凱旋試合初勝利を上げる。
- 8月14日、「Tenns&Jr.」後楽園大会でメインでスターダムの彩羽匠と初タッグ。JWPタッグリーグ・ザ・ベスト優勝したつくしとラビット美兎の「春兎」と対戦するが、つくしのタイガースープレックスホールドで敗れる。
- 彩羽匠と再びタッグを組み、スターダムのタッグリーグ戦「GODDESSES OF STARDOM2014」に参戦。決勝進出は逃したものの、優勝した高橋奈苗&宝城カイリの「七海里」と引き分ける。

### 2015年
- 1月12日、インターナショナル・リボンタッグ選手権試合で、挑戦者チェリー（ユニオンプロレス）が引き連れた伊東竜二（大日本）の意向により、自身初となるハードコアマッチに挑戦。自身は地元・広島をテーマにお好み焼きのヘラと牡蠣の殻[33] を凶器として用意。ハードコアへの順応性を見せる。
- 3月21日、後楽園ホールにて行われたリボンタッグ選手権試合にて紫雷美央＆つくしに破れ、.STAPの10度目の防衛は失敗に終わる。成宮がバックステージコメントにて次回大阪大会でのSTAP解散を一方的に発言。
- 3月31日、城東区民ホールでの大阪リボン2015にて、.STAP最後の試合としてヤンキー二丁拳銃とのハードコアマッチ。世羅がアイテムの使用を躊躇する等チャンスを逃し敗北、.STAP解散。平成極道コンビを交えての6人タッグでのハードコア戦を成宮に要求。
- 5月4日、横浜ラジアントホールにて行われた横浜リボン2015GWにて、世羅・星野勘九郎・稲葉雅人vs成宮・宮本裕向・木高イサミ（レフェリー・李日韓）のハードコアマッチに挑み、積極的にアイテムも使用するも成宮から直接の敗北。同一カードで6月の後楽園での蛍光灯デスマッチを要求。以降、アイスリボンでの蛍光灯デスマッチに対し、アイスリボン（団体のコンセプトに合わないなど）・大日本プロレス（事故が発生した場合の責任問題など）双方のファンから反対の声が集まり、波紋を呼ぶ。
- 6月3日、佐藤肇社長より「団体の方針から蛍光灯デスマッチは許可しない」と宣告。これに対し後楽園大会ボイコットを宣言する。
- 6月5日、大日本の登坂栄児社長の提案により、6.24後楽園大会終了直後にアイスリボンと大日本との共催でワンマッチ興行となる「世羅りさプロデュース興行」が開催されることが決定。蛍光灯は使用しない代わりに、試合形式は世羅が考案する事で決着。
- 6月18日、試合形式が人の髪の毛を使った「人毛デスマッチ」に決定、蛍光灯ほどではないが再び波紋を呼ぶ。
- 6月24日、後楽園ホールにて「世羅りさプロデュース興行」開催、再び成宮に敗れるも和解。
- 11月14日、道場マッチにて雪妃真矢とのタッグを熱望。後にチーム名を「アジュール・レボリューション」と決定。
- 11月21日、人毛デスマッチに次ぐデスマッチについて会見。当初は「心霊デスマッチ」の予定であったが、下見した際、心霊現象に遭った事などから、自ら却下。「春夏秋冬デスマッチ」に変更。
- 12月20日、大日本プロレス20周年記念大会「BIG JAPAN DEATH VEGAS」横浜文化体育館大会に参戦。グレート小鹿、星野勘九郎、稲葉雅人と「極道ファミリー」を組む。
- 12月28日、世羅りさプロデュース興行第2弾 「春夏秋冬デスマッチ」を開催。
  - 自らは、春夏秋冬をテーマにした凶器を使用しての60分アイアンウーマンマッチに挑戦、60分完走を果たす。

### 2016年
- 3月13日、アイスリボン後楽園ホール大会で寿引退を前に再び参戦する成宮と.STAPを再結成し、藤本つかさ&中島安里紗のベストフレンズとインターナショナル・リボンタッグ王座をかけて対戦するも敗北。.STAPは再び解散。
- 3月21日、広島県立広島産業会館・東館大会にて星ハム子の保持するICE×∞王座に挑戦し、ダイビングダブルニードロップで勝利。同王座を初戴冠。
- 5月3日、横浜文化体育館で開催されたアイスリボン10周年記念大会のメインイベントに出場、優華とのICE×∞王座戦に勝利し初防衛。
- 11月19日、新木場にて世羅りさプロデュース興行第3弾 「バースデーデスマッチ」を開催。
  - ここでは前回と同様の60分アイアンウーマンデスマッチとして、大日本所属選手も交えて行われ、2年連続で60分完走を果たした。
  - ゲストと持参凶器：木高イサミ（薔薇の花束）・宮本裕向（毬栗）・植木嵩行（有刺鉄線ボード）・星野勘九郎（コンクリートブロック）・アブドーラ小林（蛍光灯）
- 12月31日、ICEx∞王座決定トーナメントで優勝し新王者となる。

### 2017年
- 8月6日、2年ぶり3度目の世羅町凱旋興業では第1試合の6人タッグマッチとメインイベントである第5試合のタッグマッチに出場し、両方とも勝利。第5試合では試合中盤になぜか会場の外に飛び出して世羅牛の丸焼き屋台に突っ込んだり、くるみとかき氷早食い対決を始めたりというムーブを見せた[34]。
- 27日、アイスリボン後楽園ホール大会でICE×∞王座の防衛戦を行い、雪妃真矢と対戦。序盤の攻防を経て場外戦に。途中世羅は膝を床に痛打し、そこから膝攻めを中心に雪妃は世羅の迫り、キャプチュードなどで攻めらて防戦となった。それでもスノウトーンボムを交わして自爆に追い込み、逆転のダイビング・ダブルニードロップ2連発で3カウント。記録は16分9秒に片エビ固め。試合後、雪妃と抱擁し「シングルのベルトはずっと私が守り続けるから、タッグのベルトを2人で狙おう」と呼びかけた[35]。
- 11月14日、後楽園ホールにて世羅りさプロデュース興行第4弾「ラストデスマッチ」を開催。
  - ここでも60分アイアンウーマンデスマッチを完走。最後のボーナストラックで、アブドーラ小林とのシングルによる蛍光灯デスマッチを行った。
  - 参加選手：植木嵩行・藤田あかね（with藤田ミノル）・スタン小林・木高イサミ・宮本裕向・佐々木貴・正岡大介・葛西純・アブドーラ小林
- 12月31日、アイスリボン後楽園ホール大会にて柊くるみのICE×∞王座挑戦を受けるが、防衛に失敗。1年間防衛し続けたベルトを手放す結果となった。

### 2018年
- 12月31日、アイスリボン後楽園大会で師匠ともいえる志田光に勝利[36]。

### 2019年
- 1月31日、大日本プロレスの宇藤純久と入籍[37][38]。しかし2023年6月に離婚した。

### 2020年
- 5月 劇団水色革命を卒業

### 2021年
- 12月1日、年内をもってアイスリボンを退団することが発表された。今後はともに退団する世羅りさ、宮城もち、藤田あかね、鈴季すずとデスマッチやハードコア戦を中心としたユニット「プロミネンス」として活動する[39]。

プロミネンス

### 2022年
- 1月29日、スターダムの名古屋大会にプロミネンス全員で殴り込みを掛け抗争が始まる。

### 2024年
- 3月3日、広島県世羅町のせらにしタウンセンターにおいて、ディアナ主催のもと、「DIANA unite プロミネンス@広島～世羅りさ凱旋興行～」と銘打ち、地元凱旋大会を開催。メインイベントのスペシャル6人タッグマッチ（世羅りさ・美蘭・ジャガー横田 vs井上京子・藤田あかね・ななみ）に登場し、地元の応援を背に藤田をダイビングダブルニードロップで破り、凱旋興行を白星で飾った[40]。

## コスチューム

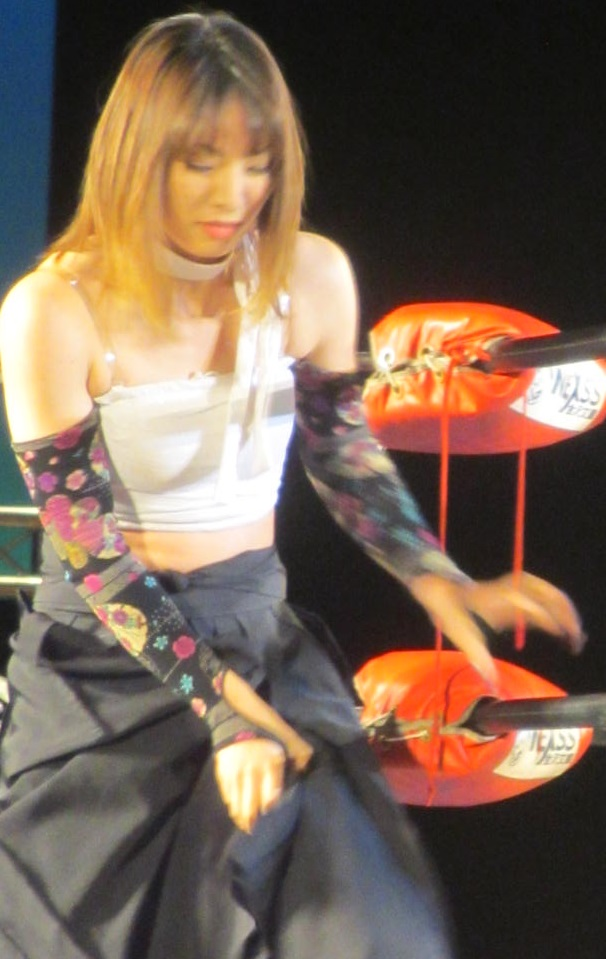
極道ファミリーでのコスチューム
（2015年12月20日
BJW横浜文体）

当初着用していたコスチュームは須山浩継が「残念だ」と嘆くなど業界関係者の間で評判が悪かった。そのため、「世羅りさ改造計画」と銘打ったイベントを開き、その中で松本都、紫雷美央、バンビの3名がコスチューム案を提示し、美央デザインが採用された。
ニーパッドにはマグロがデザインされているが、前のコスチュームの時に「戦友」として抱えていたマグロのフィギュアに別れを告げ、その魂として入れたもの。
世羅町の許可を得てコスチュームに同町章をあしらっていた が、2013年12月9日、ユニフォームに入れていた世羅町の町章が地元で問題にされ、コスチュームから取り除くことをブログで表明。12/11の大会では涙ながらに事情を説明。この日はガムテープで隠す対応をとった。
ハードコアマッチを行う際は極道バージョンのコスチュームで登場。通常用コスチュームも2016年3月の広島大会から、剣道着をイメージした濃紺のものを中心に着用している。

## 得意技
ダイビングダブルニードロップ
現在の主なフィニッシュ技。他にもスライディング式の低空ダブルニーや、立っている相手へのダイビングダブルニーアタックも使用。
エアーズロック
ジョン・シナのアティテュード・アジャストメントと同型。ただし必ず正座の状態でシットダウンする。
エアーズロックII
デスバレー・ドライバー。
ハリケーン・ドライバー
旋回式デスバレー・ドライバー。
シュバイン・バスター
羅紗鋏
変形シュバインバスター
ゆりかもめ
セラリズムバスター
スイング式サイドバスター
スパイラルボム
リバースネックブリーカー
ドロップキック
コンバイン
リバース・カンパーナ
フルネルソン・バスター
山口ルツコから継承
ジャイアントスイング

## 獲得タイトル
- 第22代・24代ICE×∞王座
- 第2代ヤングリボン認定ミックスタッグ王座（パートナーは宮本裕向）
- 第33代・42代・47代インターナショナルリボンタッグ王座（パートナーは成宮真希→雪妃真矢）
- 初代Fantast ICE王座
- 第3代爆女王
- 第28代アーティスト・オブ・スターダム王座（パートナーは鈴季すず&柊くるみ）
- 第32代、第34代WAVE認定タッグ王座（パートナーはともにSAKI）
- 第14代PURE-J認定無差別級王座
- 第21代W.W.W.D認定世界シングル王座

## 入場曲
- 雨ノ羽々矢 - STARDOM参戦時に使用している入場曲
- Electrical Sera★mic（あびこめぐみ） - 旧入場曲の「りさ☆la☆セラ」に歌をつけた現在の入場曲
- りさ☆la☆セラ - 旧入場曲
- Azure sky - 雪妃真矢とのタッグ「アジュール・レボリューション」での入場曲
- 陽はまた昇る - 爆女王の際の入場曲

## 出演

### 舞台
- 水色革命第5弾「隣のおばちゃん」（2012年8月　東京・戸野廣浩司記念劇場）
- 水色革命第6弾～床田菜摘プロデュース公演～「純喫茶せつな。」（2012年12月　東京・戸野廣浩司記念劇場）
- Naughty Blossom 第1回プロデュース公演「サーカス物語」（2013年1月18日 ‐ 19日　千葉・松戸市民劇場）
- 水色革命第7弾「tears」（2013年5月11日 ‐ 12日　東京・北沢タウンホール）
- 演劇集団水色革命旗揚げ公演(第8回)「ポチのしっぽに、舞い落ちる雪」（2013年10月5日 ‐ 6日　東京・戸野廣浩司記念劇場）
- 演劇集団水色革命第9回公演「けあるぅら珈琲店」（2014年2月28日 - 3月2日　東京・戸野廣浩司記念劇場）
- 演劇集団水色革命第11回公演「空飛ぶ自転車」（2015年1月29日 ‐ 2月1日　東京・萬劇場）
- コルバタ第4回公演「銀河鉄道の夜～宮澤賢治～」（2015年7月9日 ‐ 12日　東京・新宿シアターブラッツ）
- 劇団水色革命第12回公演「空を見上げれば」（2015年9月2日 ‐ 6日　東京・シアターKASSAI）
- コルバタ第5回公演「バンク・バン・レッスン」（2015年10月22日 ‐ 25日　東京・戸野廣浩司記念劇場）
- MARU25周年記念公演「オオカミは走る」（2016年4月28日 ‐ 5月1日　東京・東京芸術劇場シアターウエスト）
- 劇団水色革命第13回公演「絆」（2016年6月16日 ‐ 19日　東京・戸野廣浩司記念劇場）
- 劇団フリースマイル第14回公演「じゃ！解散！！」（2016年9月30日 ‐ 10月2日　東京・阿佐ヶ谷シアターシャイン）
- コルバタ第10回公演「A.D.〜automatic dream〜」（2016年12月21日 - 25日　東京・萬劇場）[45]
- 劇団水色革命第14回公演「不倫」（2017年3月24日 ‐ 26日　東京・恵比寿エコー劇場）
- 劇団水色革命×コルバタ宮門組合同公演「ウラとサキと愛を少々」（2017年6月28日 ‐ 7月2日　東京・新宿スターフィールド）
- 劇団水色革命第15回公演「貴女の為に出来る事」（2017年8月10日 ‐ 13日[12日のみの出演]　東京・新宿スターフィールド）
- 劇団Nooooon‼第3回公演「シックハウスファミリー」（2017年11月24日 ‐ 26日　東京・シアター風姿花伝）
- 劇団水色革命第16回公演「グラスの中に広がる大地」（2018年4月5日 - 8日 東京・新宿スターフィールド）
- カンムリプロデュース「おかえしします。44」（2018年9月9日 東京・アトリエファンファーレ高円寺）
- 劇団水色革命第17回公演「フィリピン人の父に、投げっぱなしジャーマン」（2018年9月21日 - 23日 大阪・大阪市立芸術創造館）
- コルバタ第20回公演「ギンモクセイ」（2018年12月27日 - 30日　東京・新宿スターフィールド）
- 劇団水色革命第18回公演「離婚しないで」（2019年4月4日 - 7日 東京・新宿スターフィールド）
- コルバタ第26回公演「改札の前でアナタを拾いました」（2019年9月12日 - 15日[13日のみの出演]　東京・新宿スターフィールド）
- 劇団水色革命第19回公演「マイバラード」（2019年10月17日 - 20日 東京・新宿スターフィールド）※脚本・演出も担当

### テレビ
- 「世界王者誕生プロジェクト セカイオー!」（2013年2月23日・NHK総合テレビジョン） - オーストラリアで行われた「マグロ投げ世界選手権」に参加し、7m10cmの日本記録を樹立[46][47]。
- 「銭形金太郎」（2013年10月3日・テレビ朝日）
- 「日の丸チャレンジャーズ」（2014年3月10日・テレビ東京） - アジャ・コングと共演
- 「デイリーニュース川口・戸田　ガツメシ」（2014年6月13日・JCN埼玉）
- 「めちゃ×２イケてるッ！」（2014年7月5日・フジテレビ）

### ウェブテレビ
- お願いランキング#AbemaTV（2017年2月17日、AbemaTVスペシャル2）[48]– 美女レスラー対決

### 映画
- 太陽からプランチャ（2014年） - 今井希未 役
- 電エースタロウ ホットリボンのひみつ（2014年） ‐ ジャンボ世羅 役

### 雑誌
- 週刊プロレス
- 週刊大衆（2016年12月12日号）[49]
- 週刊実話（2017年10月19日号）
- ゑにしすと Vol.5（2017年11月10日発売）
- 集英社「プレイボーイ」No.16 2018年4月16日号

### ゲーム
- アラド戦記 ガチムチデスマッチ
- 燃えろ!!プロ野球ホームラン競争SP - ４バージョンで打者として登場

## 作品

### 写真集
- ケ・セラ・セラ（2016年11月19日、プリヴェコミュニケーションズ、撮影：野川イサム）ISBN 978-4908692727[50]

### イメージビデオ
- Que Sera, Risa -ケ・セラ・リサ- （2017年1月10日、インパクト） - DVD、Blu-rey同時発売